# آيت الجيلالي (عين قيشر)
آيت الجيلالي هو دُوَّار يقع بجماعة عين قيشر، إقليم خريبكة، جهة بني ملال خنيفرة في المملكة المغربية. ينتمي الدوّار لمشيخة عين قيشر التي تضم 9 دواوير. يقدر عدد سكانه بـ 973 نسمة حسب الإحصاء الرسمي للسكان والسكنى لسنة 2004.

## وصلات خارجية
- البوابة الوطنية للجماعات الترابية
- المندوبية السامية للتخطيط